# الخليلية
قرية الخليلية هي إحدى القرى التابعة لمركز الدلنجات في محافظة البحيرة في جمهورية مصر العربية. حسب إحصاءات سنة 2006، بلغ إجمالي السكان في الخليلية 7927 نسمة، منهم 4052 رجل و3875 امرأة.